# Oreneta carablanca
L'oreneta carablanca (Tachycineta thalassina) és una espècie d'ocell de la família dels hirundínids (Hirundinidae). Es troba al llarg de la costa oest d'Amèrica del Nord, des d'Alaska fins a Mèxic. Habita els boscos temperats, els boscos tropicals i subtropicals de frondoses humits de l'estatge montà, els herbassars i matollars tropicals i subtropicals secs i els herbassars temperats, a més de les zones desèrtiques i de marees costeres. El seu estat de conservació es considera de risc mínim.